# Phil Anselmo
Phil Anselmo, ursprungligen Philip Hansen Anselmo, född 30 juni 1968 i New Orleans, Louisiana, är en amerikansk sångare inom hårdrock.
Anselmo behärskar många olika sångtekniker. Han har varit medlem i bland annat Necrophagia, Viking Crown, Southern Isolation (ett akustiskt band med sin fru Opal), Christ Inversion, Superjoint Ritual och Pantera. Phil går under namnet Anton Crowley i bandet Necrophagia. Phil har även gjort ett sidoprojekt, med norska Satyricon, som gick under namnet Eibon. Det nuvarande bandet heter Down och inkluderar medlemmar från Corrosion of Conformity, Crowbar, Superjoint Ritual och Pantera. Deras tredje album, Down III: Over the Under, släpptes i september 2007.
I slutet på 1980-talet ersatte Anselmo Panteras dåvarande sångare, Terry Glaze, efter att tidigare sjungit i ett antal lokala band i Louisiana. Han brukade bland annat uppträda på en klubb, vilken Vinnie Paul, Dimebag Darrell och Rex Brown besökte, och kom på så sätt i kontakt med Pantera.
Anselmo led under slutet av sin karriär med Pantera av svåra besvär med ryggen och drogs därför till drogbruk (främst heroin) för att lindra smärtan under spelningar. Droganvändandet ledde till att Anselmo blev mer disträ och isolerad från de övriga medlemmarna i bandet och det har spekulerats i om detta kan ha varit en av anledningarna till bandets upplösning.
Även långt efter bandets splittring har Anselmo och de övriga i bandet fortfarande inte försonats. I samband med Dimebag Darrells dödsskjutning 2004 stod meningsskiljaktigheterna mellan de forna bandmedlemmarna fortfarande klart och tydligt i vägen för en, om än kort, återträff.